# Susannah Grant
Susannah Grant (New York City, 4 de enero de 1963) es un guionista, directora de cine y productora estadounidense.

## Biografía
Grant estudió en la Amherst College y en el AFI Conservatory.
De 1994 a 1997, trabajó en la televisión como productora y guionista en la serie de drama de Fox Party of Five. Escribió también guiones para Ever After, Erin Brockovich, dirigida por Steven Soderbergh,  28 días (28 Days) y Pocahontas. Por Erin Brockovich recibió una nominación al Óscar en 2001.
Después de su nominación, Grant adaptó En sus zapatos (In Her Shoes) y La telaraña de Charlotte (Charlotte's Web) y dirigió Las vueltas de la vida (Catch and Release), protagonizado por Jennifer Garner y Timothy Olyphant.
Grant creó y produjo la serie de CBS A Gifted Man en 2011. Recibió la Valentine Davies Award en 2011. En septiembre de 2013, Grant pronunció una conferencia sobre escritura de guiones como parte de la serie de conferencias para guionistas BAFTA y BFI. En 2014, Grant creó el drama de la ABC Members Only.
En 2019, Grant creó, escribió y dirigió la miniserie Netflix Unbelievable, protagonizado por Kaitlyn Dever y Toni Collette, basado en hechos reales. Más recientemente, ella firmó un acuerdo con Lionsgate Television. Grant escribió y dirigió el film de Netflix Una aventura en Marruecos protagonizado por Laura Dern y Liam Hemsworth.

## Premios y nominaciones
Premios Óscar
| Año  | Categoría            | Película        | Resultado |
| ---- | -------------------- | --------------- | --------- |
| 2001 | Mejor guion original | Erin Brockovich | Nominada  |